# کورت شوترسیک
کورت شوترسیک (انگلیسی: Kurt Schwertsik؛ زادهٔ ۲۵ ژوئن ۱۹۳۵) آهنگساز، و استاد دانشگاه اهل اتریش است.